# Klemen Medved
Klemen Medved (10 novembre 1988) è un ex calciatore sloveno, di ruolo difensore.